# Batracomorphus ixion
Batracomorphus ixion är en insektsart som beskrevs av Knight 1983. Batracomorphus ixion ingår i släktet Batracomorphus och familjen dvärgstritar. Inga underarter finns listade i Catalogue of Life.